# ونمیسا، پیهتلا پاریش
ونمیسا، پیهتلا پاریش (به لاتین: Vanamõisa, Pihtla Parish) یک روستا در استونی است که در دهستان پیتلا واقع شده‌است.